# 如松
如松（1737年—1770年），滿洲愛新覺羅氏，号素心道人。豫通親王多鐸五世孫、已革睿親王多爾博四世孫，隶满洲正蓝旗。多爾博及曾祖鎮國公蘇爾發、祖父輔國公塞勒及父親輔國恪勤公功宜布其後歸宗為多爾袞子嗣並追封為睿親王。
乾隆二十七年（1762年），信慤郡王德昭逝世，朝廷以如松為多鐸後裔，令他承襲信郡王爵位。並追封其父祖蘇爾發、塞勒及功宜布等為信郡王。如松歷任都統、左宗人、署理兵部尚書、領侍復授都統、右宗正之職。乾隆三十五年，如松逝世，朝廷予以諡號為「恪」。
乾隆四十三年（1778年），乾隆帝以多爾袞為小人誣蔑，於開國有功，追復多爾袞為睿親王，重新追封諡號為「忠」，並配享太廟。依親王園寢制，修其塋墓，令太常寺春秋致祭。其爵世襲罔替。下詔多爾博仍還為多爾袞後嗣，命令如松子淳穎仍襲睿親王。如松亦被追封為睿恪親王。
如松在生前是豫郡王（豫親王），死後再因先祖而被追封為睿親王，在清一代為少數例子。其擅工画山水，著有《丁香亭诗选》6卷（乾隆19年德保(清朝)钞本，进士王文清 (清朝)序）、《怡情书室诗钞》（乾隆五十四年刻本，成哲亲王永瑆序）傳世。

## 家庭
- 妻佟佳氏稚心（号天然主人），著有《虚窗雅课集》2卷（嘉庆刻本）、《寶善堂家訓》；其父鑲黃旗滿洲、領侍衛內大臣榮靖公納穆圖，母烏拉納喇氏（又哈達納喇氏，父鑲黃旗滿洲、刑部尚書盛安），祖父工部尚書夸岱，曾祖一等公佟國綱；胞兄嗣存娶烏拉納喇氏（父镶白旗满洲、文華殿大學士查郎阿）。
- 子睿恭親王淳穎。嫡福晋富察氏，其父镶黄旗满洲、大学士忠勇公傅恒。
- 孙文莊公禧恩（母側福晉李氏）。嫡妻鈕祜祿氏，其父鑲黃旗滿洲、山東巡撫同興（又佟興）。子一宗室榮壽，妻高佳氏（父镶黄旗满洲瑪尚阿巴圖魯高杞，祖父兩淮鹽政、總管內務府大臣高恆，祖姑母高佳氏封乾隆帝之慧賢皇貴妃）。子二宗室崇壽，妻富察氏（父镶黄旗满洲、工部尚書兼領侍衛內大臣博啟圖）。
- 孙睿慎親王寶恩。嫡福晉章佳氏，其父镶黄旗满洲文恪公慶桂，祖父文端公尹繼善。